# Mickey Ion
Fred J. (Mickey) Ion, kanadski profesionalni hokejski sodnik in član Hokejskega hrama slavnih lige NHL, * 25. februar 1886, Paris, Ontario, Kanada, † 26. oktober 1964. 
Bil je profesionalen igralec lacrossa pri moštvu Toronto Tecumsehs. Za lacrosse moštvo Vancouver je Ion podpisal leta 1910. Moštvo sta tedaj vodila hokejska podjetnika, brata Lester in Frank Patrick. Ko sta zagnala ligo PCHA leta 1911, sta najela nekatere svoje igralce lacrossa, med njimi tudi Iona, da bi sodili ligaške tekme. 
Ion je hitro postal glavni sodnik lige. Med novostmi, ki jih je uvedel, je bilo prvo imenovanje Moštva zvezd po koncu sezone. Imenovanje se je prijelo in postalo reden običaj od njegove uvedbe dalje ter prejemalo veliko medijske pozornosti vsako leto. Njegov prvi tak izbor, v PCHA sezoni 1913/14, je vključeval vratarja Hugha Lehmana (New Westminster Royals), branilca Ernieja Johnsona (New Westminster Royals) in Franka Patricka (Vancouver Millionaires), roverja Cyclona Taylorja (Vancouver Millionaires) in napadalce Toma Dunderdala (Victoria Aristocrats), Eddieja Oatmana (New Westminster Royals) in Dubbieja Kerra (Victoria Aristocrats). Bil je znan kot jekleni mož, saj je sodil tudi po štiri ali pet tekem na teden po celotni zahodni Kanadi. 
Ion se je pridružil ligi WCHL kot višji sodniški uradnik po ukinitvi lige PCHA leta 1924 in ligi NHL leta 1926, ko je bila ukinjena še liga WCHL. Kasneje je bil imenovan za najvišjega sodnika lige NHL, položaj je opravljal do leta 1942. 
Leta 1961 je bil kot eden od prvih treh sodnikov sprejet v Hokejski hram slavnih lige NHL. 